# 台湾出兵
台湾出兵（たいわんしゅっぺい）は、1874年（明治7年）に台湾原住民による日本人漂流民虐殺事件を理由に日本が行った清国領台湾への軍隊派遣である。「征台の役」、「台湾事件」ともいう。日清両国互換条款の調印により、清国が日本の出兵を認めて虐殺被害者に見舞金を支払うことを条件に日本が撤兵に同意することで解決した。これにより、琉球の日本帰属が国際的に認められる形になった。

## 概要
1871年（明治4年）10月、台湾に漂着した宮古島島民54人が殺害される事件（宮古島島民遭難事件）が発生した。この事件に対して、清政府が「台湾人は化外の民で清政府の責任範囲でない事件（清政府が実効支配してない管轄地域外での事件）」としたことが責任回避であるとして、日本側が犯罪捜査などを名目に出兵した。原因が54人殺害という大規模な殺戮事件であることを理由に、警察ではなく軍を派遣した。開国後の日本としては初の海外派兵である。
征台の役（せいたいのえき）、台湾事件（たいわんじけん）とも呼ばれる。また、宮古島島民の遭難から台湾出兵に至るまでの一連の出来事を牡丹社事件（ぼたんしゃじけん）と呼ぶこともある。「牡丹社」はパイワン族の村の名で、現在の牡丹郷のことである。

## 経過

### 発端・背景
台湾では、船の難破などで上陸した外部の人間が殺される事件が何度か起こっており、1867年にもアメリカのローバー号の乗組員が襲われるローバー号事件が起きている。この時、アメリカは乗組員を殺害したと考えられるパイワン人への懲罰のために軍を派遣したが、パイワンのゲリラ戦に翻弄され、海兵隊の指揮官が戦死するなど懲罰は失敗した。
1871年（明治4年）10月、宮古島から首里へ年貢を輸送し、帰途についた琉球御用船が台風による暴風で遭難した。乗員は漂流し、台湾南部に漂着した。船には役人と船頭・乗員合計69名が乗っていた。漂着した乗員66名（3名は溺死）は先住民（現在の台湾先住民パイワン族）に救助され、集落へ連れて行かれた。
しかし先住民とは意思疎通ができず、12月17日に遭難者たちは集落から逃走。先住民は逃げた者を敵とみなし、次々と殺害し、54名を斬首した（宮古島島民遭難事件）。12名の生存者は、漢人移民により救助され、台湾府の保護により、福建省の福州経由で宮古島へ送り返された。明治政府は清国に対して事件の賠償などを求めたが、清国政府は管轄外として拒否した。翌1872年（明治5年）、琉球を管轄していた鹿児島県参事大山綱良は日本政府に対し、責任追及の出兵を建議した。1873年（明治6年）には備中国浅口郡柏島村（現在の岡山県倉敷市）の船が台湾に漂着し、乗組員4名が略奪を受ける事件が発生した。これにより、政府内外で台湾征討の声が高まっていた。

### 開戦準備へ

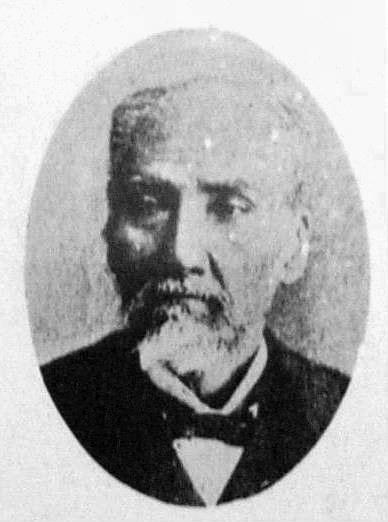
副島種臣

宮古島民台湾遭難事件を知った清国アモイ駐在のアメリカ合衆国総領事チャールズ・ルジャンドル（リゼンドル、李仙得）は、駐日アメリカ合衆国公使チャールズ・デロングを通じて「野蛮人を懲罰するべきだ」と日本外務省に提唱した。

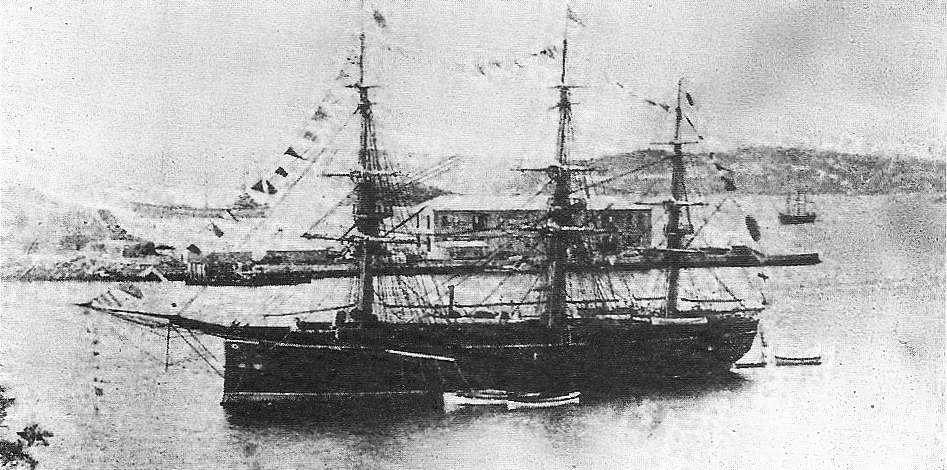
初代龍驤は台湾出兵の旗艦であり副島種臣と大久保利通をそれぞれ、中国に運んだ。

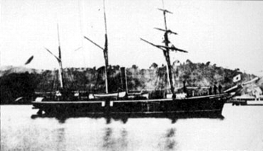
孟春(砲艦)は三本マスト・スクーナー型鉄骨木皮の小型砲艦で、台湾出兵に参加した。

外務卿の副島種臣はデロングを仲介しルジャンドルと会談、内務卿大久保利通もルジャンドルの意見に注目し、ルジャンドルは顧問として外務省に雇用されることとなった。当時の明治政府では、朝鮮出兵を巡る征韓論などで対立があり、樺山資紀や鹿児島県参事大山綱良ら薩摩閥は台湾出兵を建言していた。
1873年、特命全権大使として清に渡った副島外務卿は随員の柳原前光を用いて宮古島民台湾遭難事件などの件を問いたださせたが、清朝の外務当局は、台湾先住民は「化外」であり、清国の統治のおよばぬ領域での事件であると回答して責任を回避した。その後、日本ではこの年秋、朝鮮使節派遣をめぐって政府が分裂し（明治六年政変）、また、翌1874年1月の岩倉具視暗殺未遂事件、2月の江藤新平による反乱（佐賀の乱）が起こるなど政情不安が昂じたため、大久保利通を中心とする明治政府は国内の不満を海外にふり向けるねらいもあって台湾征討を決断し、1874年（明治7年）4月、参議の大隈重信を台湾蕃地事務局長官として、また、陸軍中将西郷従道を台湾蕃地事務都督として、それぞれ任命して軍事行動の準備に入った。
明治六年政変における明治天皇の勅裁は、ロシアとの国境を巡る紛争を理由とした征韓の「延期」であったため、ロシアとの国境が確定した際には、征韓派の要求が再燃する可能性が高かった。政変で下野した副島にかわって外交を担当することとなった大久保としては、朝鮮よりも制圧が容易に思われた台湾出兵をむしろ積極的に企画したのである。

### 台湾での戦闘

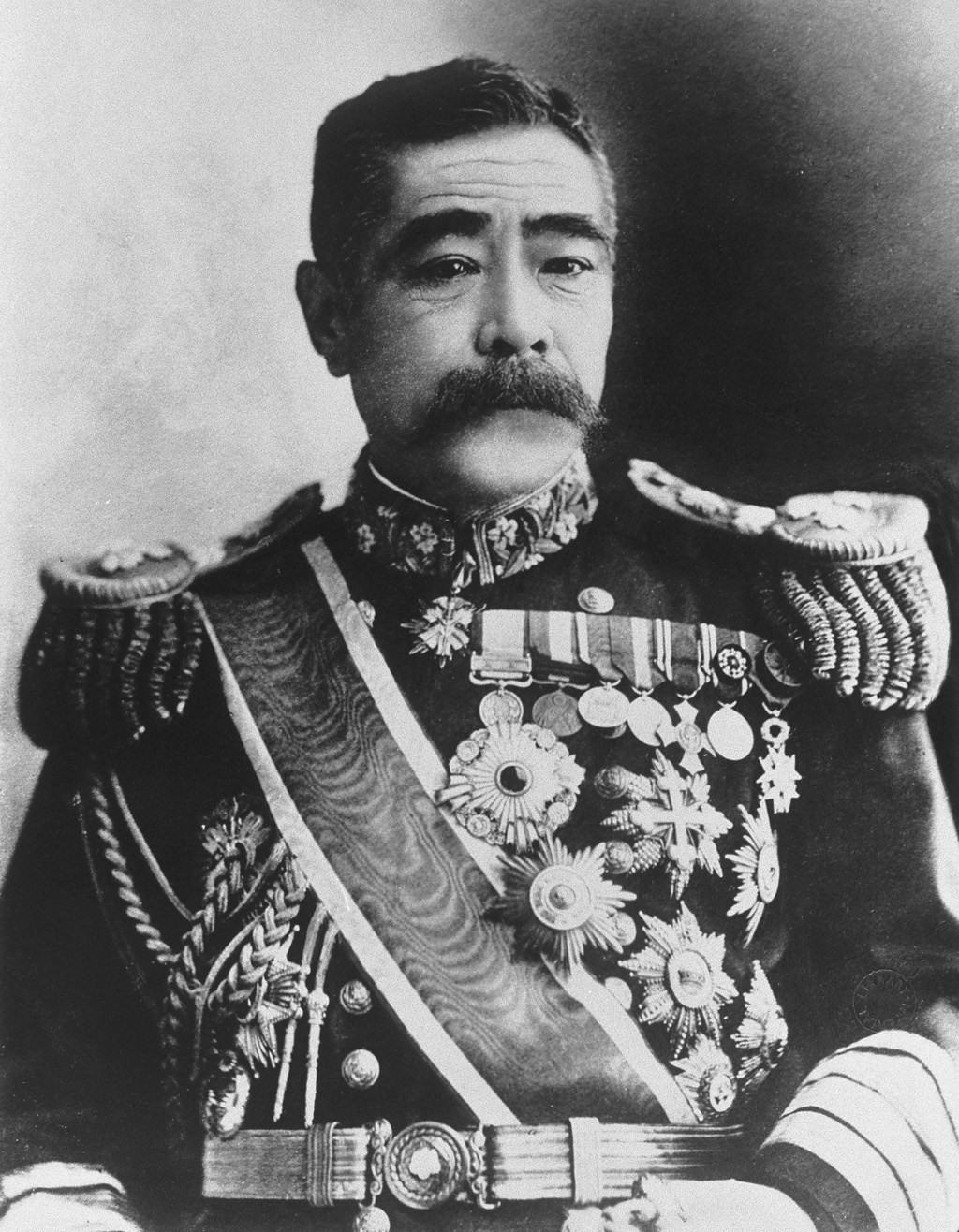
西郷従道

台湾出兵に対しては、政府内部やイギリス公使パークスやデロングの後任のアメリカ公使ジョン・ビンガム（John Bingham）などからは反対意見もあった。特に、参議木戸孝允らの長州系は「征韓論を否定しておきながら、台湾への海外派兵をおこなうのは矛盾である」として、4月18日に木戸は参議の辞表を提出して下野してしまった。そのため、政府は一旦は派兵の中止を決定した。
しかし、西郷従道は独断での出兵を強行し、長崎に待機していた征討軍約3,000名を出動させた。

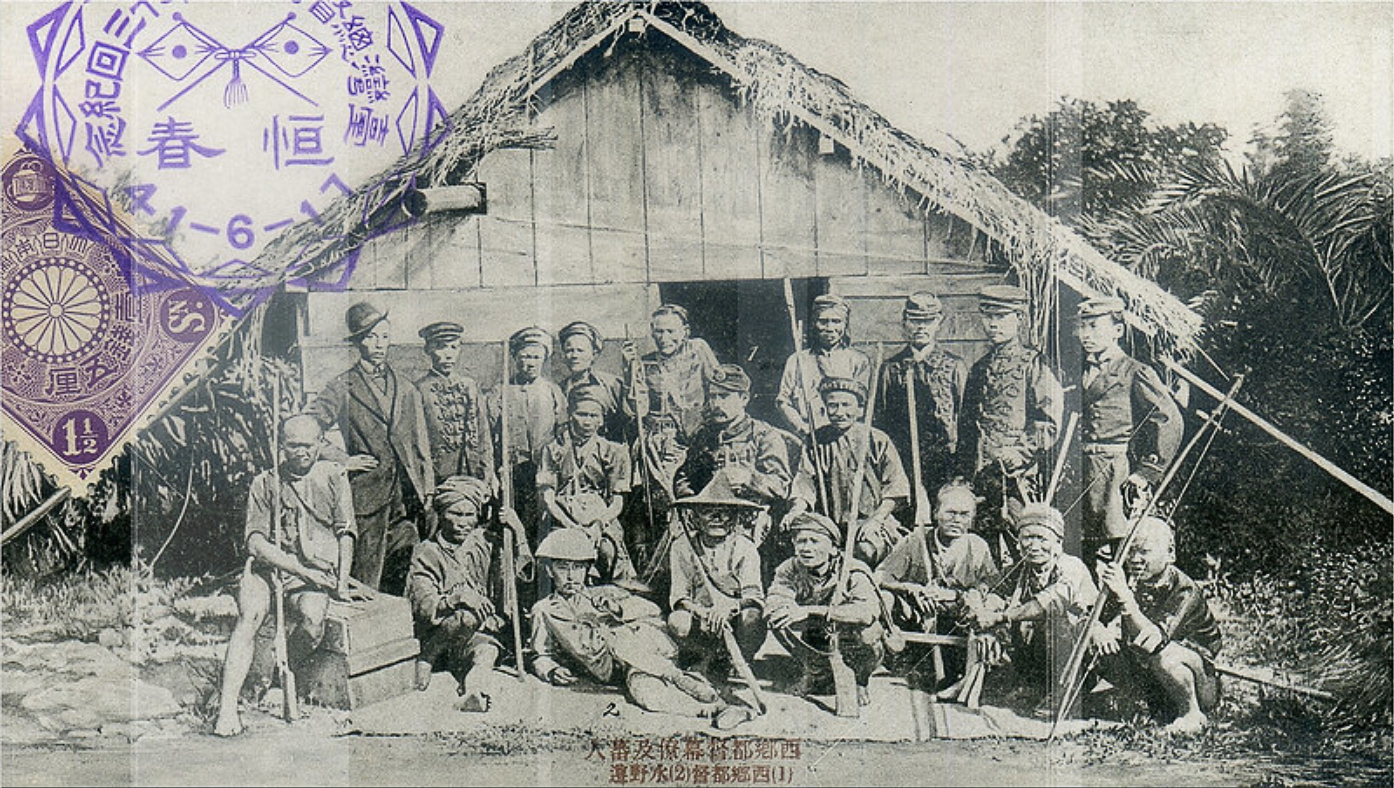
台湾出兵時の西郷従道（画面中央の椅子に座っている人物）とその幕僚および現地住民。写真の注釈によると、手前で半ば寝そべった人物は水野遵とされている。

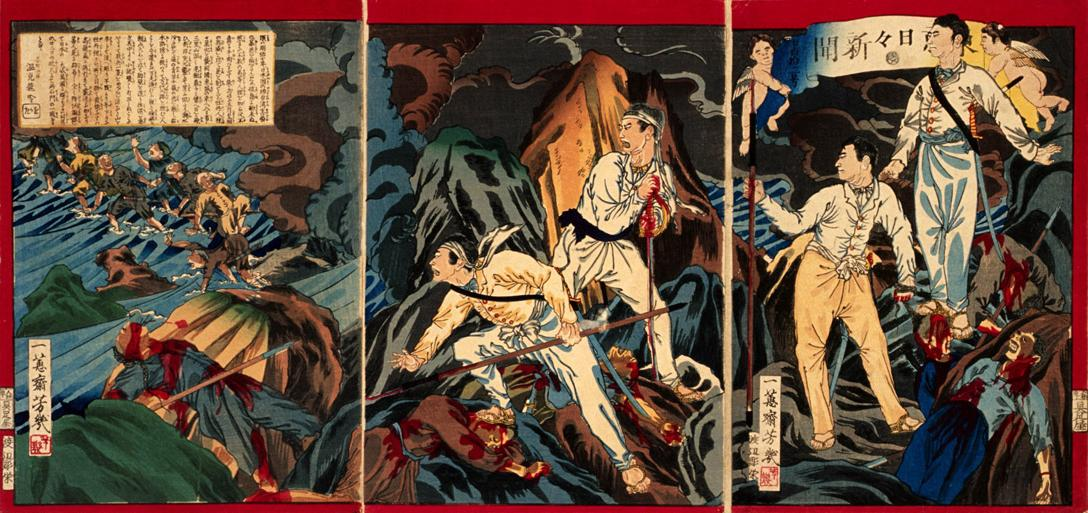
最も激しい戦いであった、水門の戦を描いた錦絵

国立公文書館が所蔵している公文書によると1874年4月4日、三条実美により台湾蕃地事務局が設置される。（以後の任命は当時太政大臣であった三条実美からの奉勅となっている）同年4月5日、台湾蕃地事務都督に西郷従道が任命される。同年4月6日、谷干城と赤松則良に台湾蕃地事務局参軍と西郷従道を輔翼し成功を奏する事を任命される。同年4月7日、海軍省から孟春艦、雲揚艦、歩兵第一小隊、海軍砲二門と陸軍省から熊本鎮台所轄歩兵一大隊砲兵一小隊の出兵命令が命じられる、という経緯になっている。
5月6日に台湾南部に上陸すると台湾先住民とのあいだで小競り合いが生じた。5月22日、台湾西南部の社寮港に全軍を集結し、西郷の命令によって本格的な制圧を開始した。6月3日には牡丹社など事件発生地域を制圧して現地の占領を続けた。戦死者は12名であった。しかし、現地軍は劣悪な衛生状態のなか、亜熱帯地域の風土病であるマラリアに罹患するなど被害が広がり、早急な解決が必要となった。マラリアは猖獗をきわめ、561名はそれにより病死した。

### 収拾への交渉
明治政府は、この出兵の際に清国へ通達をせず、また清国内に権益を持つ列強に対しての通達・根回しも行わなかった。これは紛争の引き金になりかねない危険性があると見られ、明治政府にとって諸外国からも批判される失策となった。清国の実力者李鴻章、イギリスの駐日大使パークスは当初は日本の軍事行動に激しく反発した。
その後、イギリス公使ウェードの斡旋で和議が進められ、8月、全権弁理大臣として大久保利通が北京に赴いて清国政府と交渉した。大久保は、ルジャンドルとフランス人法学者ボアソナードを顧問として台湾問題を交渉し、主たる交渉相手は総理衙門大臣の恭親王であった。
日本側は、国際法に「政化の及ばざる地は、以て属する所となすを得ず」とあり、実質的な統治を行っていない台湾は清朝に「属したる邦土」ではありえない、だから清朝は日本を拘束しえない。と主張。清朝側は、「台湾の生蕃が元来、中国に属するのは、議論の余地がない」。「所属の邦土」をどのように治めるかは、清朝が「それぞれの風習に応じ(因俗制宣)」て決めるべきもので、「万国公法なるものは、近来西洋各国にて編成せしものにしても殊に我清国の事は載する事なし。之に因て論する事なし。」と述べ、日本側の国際法準拠の主張にまったくとりあわなかった。
会談は難航したが、ウェードの仲介や李鴻章の宥和論もあって、10月31日に「日清両国互換条款(zh)」が調印された。それによれば、清が日本軍の出兵を保民の義挙と認め、日本は生蕃に対し法を設ける事を求め、1874年12月20日までに征討軍を撤退させることに合意した。
日清両国間互換条款互換憑単によると、清国は遭難民に対する撫恤金（見舞金）10万両（テール）を払い、40万両を台湾の諸設備費として自ら用いる事を願い出費した。
清国が日本軍の行動を承認したため、琉球民は日本人ということになり、琉球の日本帰属が国際的に承認される事となった。
結果として、日本は清朝を国際法に準拠しない国だとみて、清朝は日本を条約に背いてみだりに武力に訴える国だとみて、互いに一層不信感・警戒感を募らせることとなった。

## 帰結

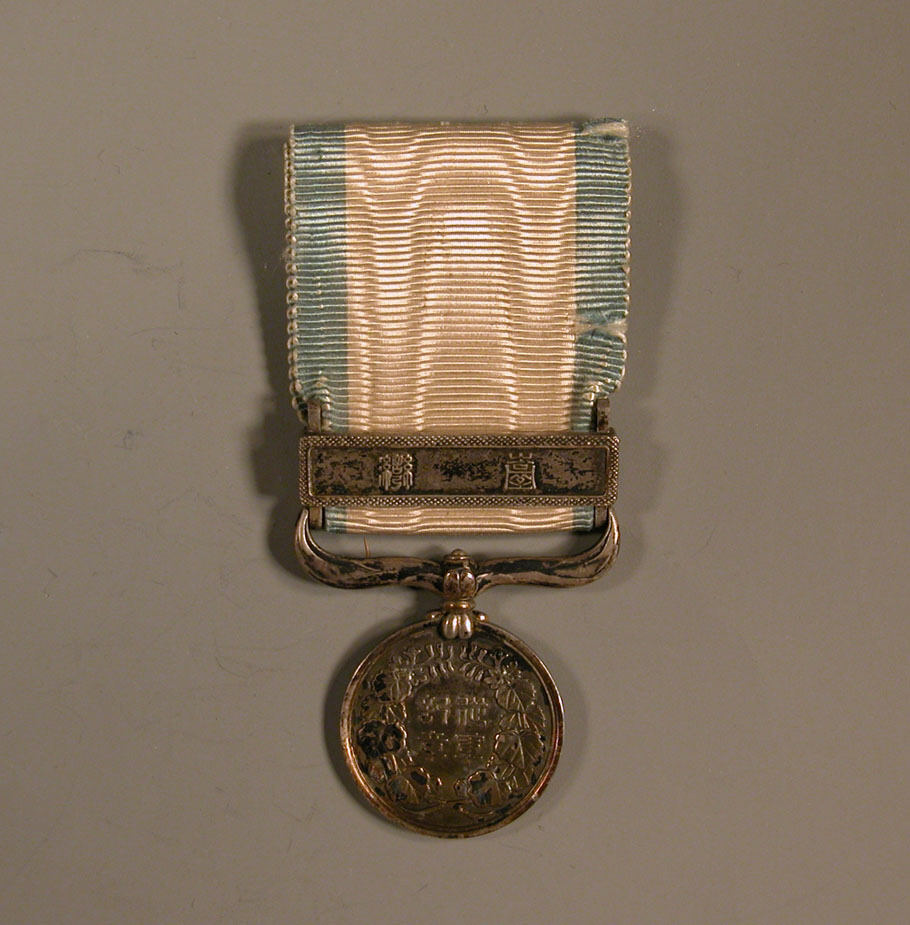
明治政府が台湾出兵の従軍者へ授与した明治七年従軍記章（表面）

日本と清国との間で帰属がはっきりしなかった琉球だったが、この事件の処理を通じて日本に有利に働き、明治政府は翌1875年（明治8年）、琉球に対し清との冊封・朝貢関係の廃止と明治年号の使用などを命令した。
しかし琉球は清との関係存続を嘆願。清が琉球の朝貢禁止に抗議するなど外交上の決着はつかなかった。
1879年（明治12年）、明治政府の琉球処分に際しても、それに反対する清との1880年（明治13年）の北京での交渉において、日本は沖縄本島を日本領とし八重山諸島と宮古島を中国領とする案（分島改約案）を提示したが、清は元来二島の領有は望まず、冊封関係維持のため二島を琉球に返還したうえでの琉球王国再興を求めており、また、分島に対する琉球人の反対もあって、調印に至らなかった。
明治政府は兵員輸送に英米の船会社を想定していたが拒否され、大型船を急遽購入した。また国有会社の日本国郵便蒸汽船会社に運航を委託したがこれも拒否され、大隈重信はやむなく新興の民間企業である郵便汽船三菱会社（三菱商会系）を起用することに決定した。1874年7月28日、三菱商会は、政府輸入船13隻による運航業務を受託し、軍事輸送を委託された。この協力により、以降、三菱は政府からの恩恵を享受できることとなり、シェアを一気に拡大し一大財閥になるきっかけとなった。なお日本国郵便蒸汽船会社はこれを機にシェアを奪われて解散、所有船舶は政府から三菱へ無償で貸し下げられた。

## 台湾出兵と熱帯病

### 被害
日本軍の損害は戦死8名、戦傷25名と記録されるが、長期駐屯を余儀なくされたため、マラリアなどの感染症に悩まされ、出征した軍人・軍属5,990余人の中の患者延べ数は1万6409人、すなわち、一人あたり、約2.7回罹病するという悲惨な状況に陥った。
死者740-750人とする『続今日鈔』の記録も残る。

### 軍医部の対応
1871年（明治4年）、兵部省は、陸軍省と海軍省に分かれ、軍医寮は陸軍省に属し、軍医頭は松本良順（のちに順）であった。台湾出兵当時、軍医部は創立より日が浅く経験不足であったが、総力を挙げて事態にあたった。出征軍の医務責任者は桑田衡平二等軍医正（少佐相当）、隊付医長は宮本正寛軍医（大尉相当）であった。他に24名の医官を従軍させた。医官は全員奮闘したが、極悪の環境と猛烈な伝染病で病臥する者が多く、西郷都督からは薬だけでも兵士にあたえてほしいと要請された。医官の多くは漢方医で、熱帯病の治療にはまったく経験がなかったという。かれらは交代の22名が到着したため、ようやく帰国できた。宮内省からは外国人医師が派遣された。ドイツ出身のセンベルゲル（Dr. Gustav Schoenberg）は、東京大学医学部の前身にあたる大学東校お雇い外国人医師レオポルト・ミュルレルの推挙であったが、能力がなくトラブルを起こした。しかし、彼とともに送られた6台の製氷機械は大いに役に立ったといわれている。

## 関連作品

### 小説
- 巴代 著、魚住悦子 訳『暗礁』草風館、2018年12月1日。ISBN 978-4-88323-202-4。